# Матида
Матида (яп. 町田市 Матида-си) — город в Японии, находящийся в префектуре Токио. Площадь города составляет 71,64 км², население — 431 525 человек (1 октября 2020), плотность населения — 6023,52 чел./км².

## Географическое положение
Город расположен на острове Хонсю в префектуре Токио региона Канто. С ним граничат города Хатиодзи, Тама, Иокогама, Кавасаки, Сагамихара, Ямато.

## Население
Население города составляет 431 525 человек (1 октября 2020), а плотность — 6023,52 чел./км². Изменение численности населения с 1980 по 2005 годы:
| 1980 | 295 405 чел. |  |
| 1985 | 321 188 чел. |  |
| 1990 | 349 050 чел. |  |
| 1995 | 360 525 чел. |  |
| 2000 | 377 494 чел. |  |
| 2005 | 405 534 чел. |  |

## Символика
Деревом города считается Zelkova serrata, цветком — шалфей сверкающий, птицей — обыкновенный зимородок.

## Экономика
В Матида расположены торговые центры и универмаги «Токю Хендс» и «Одакю».

## Транспорт
- Кокудо 16

## Известные жители
- Сатоси Тадзири — создатель серии игр, аниме и манги «Покемон»; на основе города Матида им был создан городок Паллет-Таун в регионе Канто, где разворачивались события Pokémon Red and Blue.
- Мэгуми Тоёгути — японская сэйю.
- Сюко Аояма — японская теннисистка.